# Поронин (гмина)
Поронин (пол. Poronin) — сельская гмина (волость) в Польше, входит как административная единица в Татровский повет, Малопольское воеводство. Население — 10 571 человек (на 2004 год).
С конца 1912 года в местечке, тогда ещё входившим в состав Австро-Венгрии, проживал в эмиграции лидер большевиков В. И. Ленин, где он был арестован австрийскими жандармами и посажен в тюрьму по подозрению в шпионаже в пользу русского правительства.

## Демография
| Перепись                       | Всего   | Всего | Женщины | Женщины | Мужчины | Мужчины |
| ------------------------------ | ------- | ----- | ------- | ------- | ------- | ------- |
| Единицы                        | человек | %     | человек | %       | человек | %       |
| Население                      | 10 571  | 100   | 5353    | 50,6    | 5218    | 49,4    |
| Плотность населения (чел./км²) | 126,5   | 126,5 | 64,1    | 64,1    | 62,5    | 62,5    |

## Соседние гмины
1. Гмина Бялы-Дунаец
2. Гмина Буковина-Татшаньска
3. Гмина Чарны-Дунаец
4. Гмина Косцелиско
5. Закопане